# ایروینگ آیوز
ایروینگ آیوز (به انگلیسی: Irving Ives) سناتور سابق عضو حزب جمهوری‌خواه ایالات متحده آمریکا بود. وی در سال ۱۹۴۷ تا ۱۹۵۹ میلادی سناتور ایالت نیویورک در سنای ایالات متحده آمریکا بود.